# Autoroute espagnole M-50
Pour les articles homonymes, voir M50.
La M-50 aussi appelée Quinto Cinturón de Madrid est une voie rapide circulaire qui a les caractéristiques autoroutières faisant le tour de l'Aire Métropolitaine de Madrid.
D'une longueur de 85 km environ, elle permet de contourner l'agglomération Madrilène pour desservir au mieux toute l'aire métropolitaine et améliorer le transit régional et national. Elle comporte un minimum de deux voies de circulation dans chaque sens.
Elle croise la plupart des autoroutes reliées au réseau espagnol à destination des différents points cardinaux du pays :
- A-1 : Corridor Nord
- A-2 : Corridor Nord-est
- A-3 : Corridor Est
- A-4 : Corridor Sud
- A-5 : Corridor Sud-ouest
- A-6 : Corridor Nord-ouest

Mais encore les autoroutes locales qui partent de Madrid :
- A-42 : Madrid - Tolède
- R-1 : Autoroute Radiale Nord
- R-2 : Autoroute Radiale Nord-est
- R-3 : Autoroute Radiale Est
- R-4 : Autoroute Radiale Sud
- R-5 : Autoroute Radiale Sud-ouest
- M-407 : Autovía de Polvoranca Leganés (M-406) - Griñón
- M-409 : Autovia de Leganès à Fuenlabrada Leganés (M-406) - Fuenlabrada
- M-506 : Autovía de Pinto El Bosque (M-501) - Móstoles (M-50) - Miraflores (R-5) - Fuenlabrada (A-42) - R-4 - Pinto (A-4)
- M-511 : Autovía de Madrid à El Bosque Madrid (A-5) - Ventorro del Cano (M-40) - Boadilla del Monte (M-50) - El Bosque (M-501/M-506)

Il manque un tronçon encore en projet pour boucler la M-50 au nord de la ville entre l'A-6 et la A-1.
La M-50 dessert toutes les villes de la banlieue de Madrid dans un rayon de 13.5 km environ. Elle correspond à la desserte des grandes zones industrielles et aux grandes villes du sud de la capitale (Getafe, Alcorcon, Leganés...) mais surtout au développement des zones pavillonnaires.

## Tracé
- Secteur Nord : entre l'A-6 et la A-1 : Secteur en projet qui devrait relier les 2 autoroutes pour desservir au mieux la zone nord faiblement peuplée.
- Secteur Est : entre l'A-1 et l'A-3 : La M-50 va se détacher de l'A-1 à l'ouest de San Sebastián de los Reyes pour se connecter à la R-2 en tronc commun sur le contournement de l'aéroport. 
  - Elle se détache de la Radiale-2 à l'est de Paracuellos de Jarama.
  - Elle croise ensuite l'A-2 et la M-21 à l'ouest de Torrejón de Ardoz puis contourne San Fernando de Henares par le sud-est. C'est au sud de la commune que se détache la M-45 qui va desservir les zones industrielles de la capitale.
  - Quelques kilomètres plus loin, elle croise la R-3 et l'A-3
- Secteur Sud : Entre l'A-3 et l'A-5 :
  - C'est un secteur très chargé qui dessert toutes les grandes villes de la banlieue sud de Madrid. Dans un premier temps l'autoroute de l'axe sud-est qui la relie à la M-40 via la M-45.
  - Ensuite elle croise l'A-4 au nord de Pinto et dessert des zones industrielles.
  - Quelques kilomètres plus loin, elle se détache la R-4 au sud-est de Getafe et elle croise l'A-42 au nord de Parla.
  - Elle contourne Leganés par le sud et Fuenlabrada par le nord où elle croise la M-407 et la M-409.
  - Mais encore, elle contourne Alcorcon par le sud et Mostoles par le nord où elle croise la R-5 et l'A-5.
- Secteur Ouest : Entre l'A-5 et l'A-6 :
  - Tronçon qui va relier le corridor Nord-ouest au corridor Sud-ouest. Il va permettre de relier le nord-ouest au sud est en contournant la région par le sud.
  - Elle croise la M-511 à Boadilla del Monte et la M-503 à Majadahonda.
  - Elle finit par se connecter à l'A-6 au nord de Las Rozas de Madrid.

## Sorties
| Numéro de la sortie | Nom de la sortie                                                                                             | Bifurcation |
| ------------------- | --- | ----------- |
|                     | San Sebastián de los Reyes - Alcobendas Burgos - Aranda de Duero                                             | A-1         |
|                     | El Molar Burgos - Vitoria-Gasteiz                                                                            | R-1         |
|                     | Aéroport international de Madrid-Barajas Terminal T4 M-12 Guadalaraja - Calatayud - Saragosse Madrid         | R-2         |
| 04                  | Paracuellos de Jamara - Algete                                                                               | M-111       |
| 05                  | Paracuellos de Jamara - Ajalvir                                                                              | M-113       |
|                     | Guadalaraja - Calatayud - Saragosse                                                                          | R-2         |
| 07                  | Zones Industrielles Las Fuentecillas                                                                         | M-113       |
|                     | Torrejón de Ardoz - Alcala de Henares Guadalaraja - Saragosse Toutes Directions M-40                         | A-2         |
|                     | San Fernando de Henares - Coslada Zones Industrielles Toutes Directions M-40                                 | M-21        |
| 10                  | San Fernando de Henares - Torrejón de Ardoz                                                                  | M-206       |
|                     | Toutes Directions                                                                                            | M-45        |
|                     | Madrid-Calle de O'Donnell Arganda del Rey - Cuenca - Valence                                                 | R-3         |
|                     | Madrid-Avenida del Mediterraneo - Université polytechnique de Madrid Vallecas - Vaciamadrid Cuenca - Valence | A-3         |
|                     | Toutes Directions M-40 M-45                                                                                  | M-31        |
| 15                  | San Martín de la Vega                                                                                        | M-301       |
|                     | Madrid-Avenida de Andalucia Zones Industrielles - Pinto - Valdemoro Cordoue - Séville                        | A-4         |
|                     | Ocana - Aranjuez Albacete - Alicante - Murcie AP-36 Cordoue - Malaga - Séville                               | R-4         |
|                     | Zones Industrielles Getafe - Parla - Tolède                                                                  | A-42        |
| 19                  | Getafe Sud - Fuenlabrada Est Zone Industrielle Sevilla                                                       |             |
| 20                  | Leganés Sud - Fuenlabrada Nord                                                                               | M-409       |
| 21                  | Leganés Ouest - Fuenlabrada Ouest - Grinon                                                                   | M-407       |
|                     | Mostoles - Arroyomolinos Talavera de la Reina - Badajoz - Portugal Tolède AP-41                              | R-5         |
| 23                  | Mostoles Est El Bosque - Fuenlabrada - Pinto                                                                 | 1. FFA500   |
|                     | Madrid-Paseo de Extramadura Alcorcon - Mostoles - Talavera de la Reina Mérida - Badajoz - Portugal           | A-5         |
| 25                  | Villaviciosa de Odon - Alcorcon Nord                                                                         | 1. FFA500   |
| 26                  | Boadilla del Monte - El Bosque                                                                               | M-511       |
| 27                  | Pozuelo de Alarcón - Boadilla del Monte                                                                      | M-513       |
|                     | Toutes Directions M-40 Pozuelo de Alarcón - Majadahonda - Villanueva de la Cañada                            | M-503       |
| 29                  | Majahonda | M-509       |
| 30                  | Las Rozas de Madrid - Galapagar                                                                              | M-505       |
|                     | Guadarrama - Collado Vilalba Avila - Segovie AP-6 Valladolid - Leon - La Corogne                             | A-6         |